# Wasserreservoir Langhecker Straße (Niederbrechen)

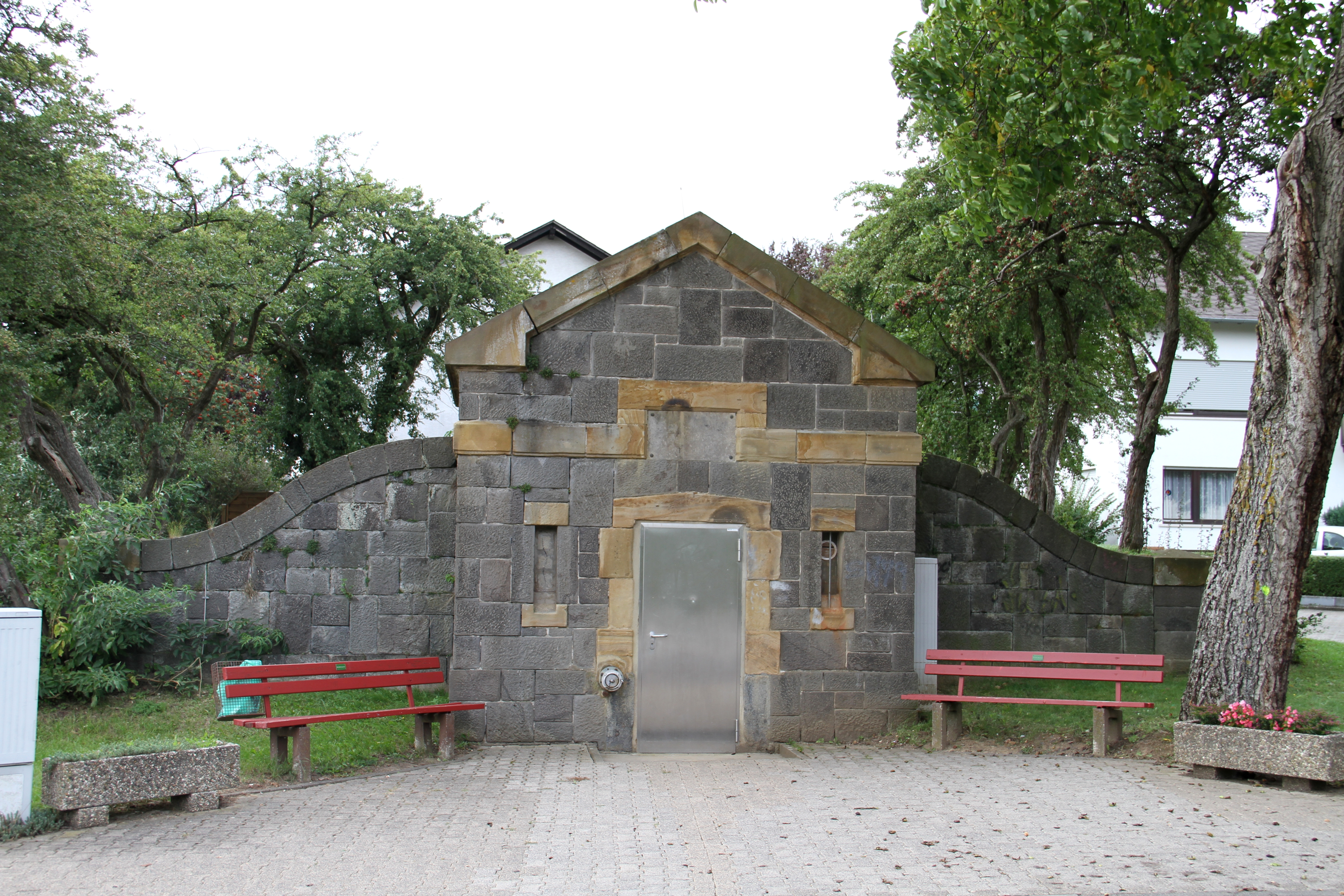
Wasserreservoir Langhecker Straße in Niederbrechen

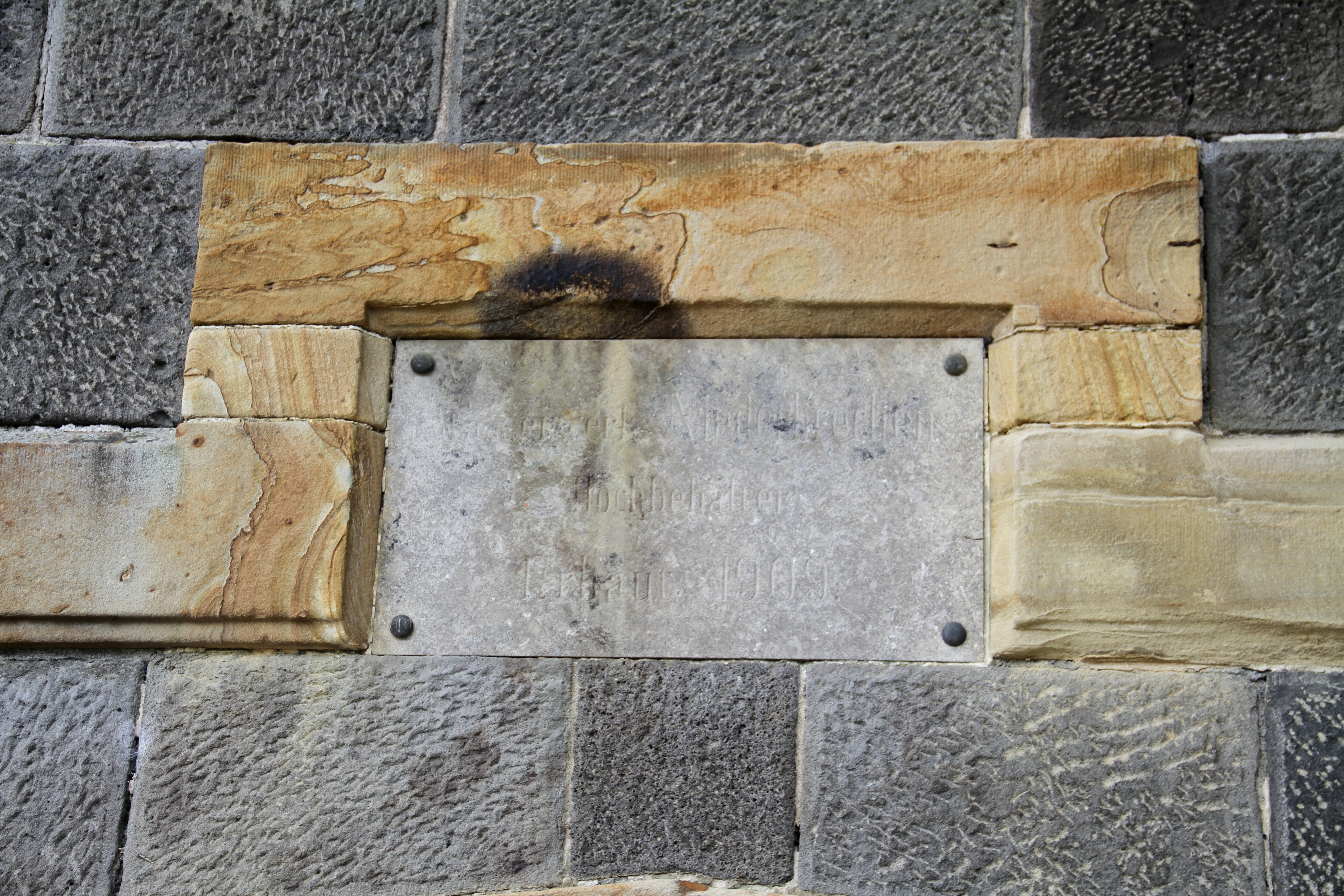
Inschriftentafel

Das Wasserreservoir Langhecker Straße in Niederbrechen, einem Ortsteil der Gemeinde Brechen im mittelhessischen Landkreis Limburg-Weilburg, wurde um 1910 errichtet. Das Wasserreservoir ist ein geschütztes Kulturdenkmal.
Der Steinquaderbau mit Satteldach wird umgeben von den damals gepflanzten Bäumen oberhalb des Ortes.
Die Fassade hat die Form eines kleinen Tempels mit glatten, kunstvoll versetzten Quadern in zwei kontrastierenden Farben.